# 麻叶冠唇花
麻叶冠唇花（学名：Microtoena urticifolia）为唇形科冠唇花属下的一个种。

## 扩展阅读
- 維基物種上的相關：麻叶冠唇花